# Reineckia
Reineckia (Reineckea Kunth) – rodzaj roślin z rodziny szparagowatych. Obejmuje dwa gatunki występujące w środkowych i południowo-wschodnich Chinach oraz Japonii. Gatunek reineckia różowa R. carnea jest uprawiany jako roślina ozdobna oraz wykorzystywany w tradycyjnej medycynie chińskiej. Został introdukowany w Wielkiej Brytanii, gdzie od 1984 roku uznawany jest za ekstensywnie naturalizowany w lasach w okolicach Lizard w zachodniej Kornwalii. 
Nazwa naukowa rodzaju została nadana na cześć Johanna Reineckego, XIX-wiecznego niemieckiego botanika i ogrodnika.

## Morfologia

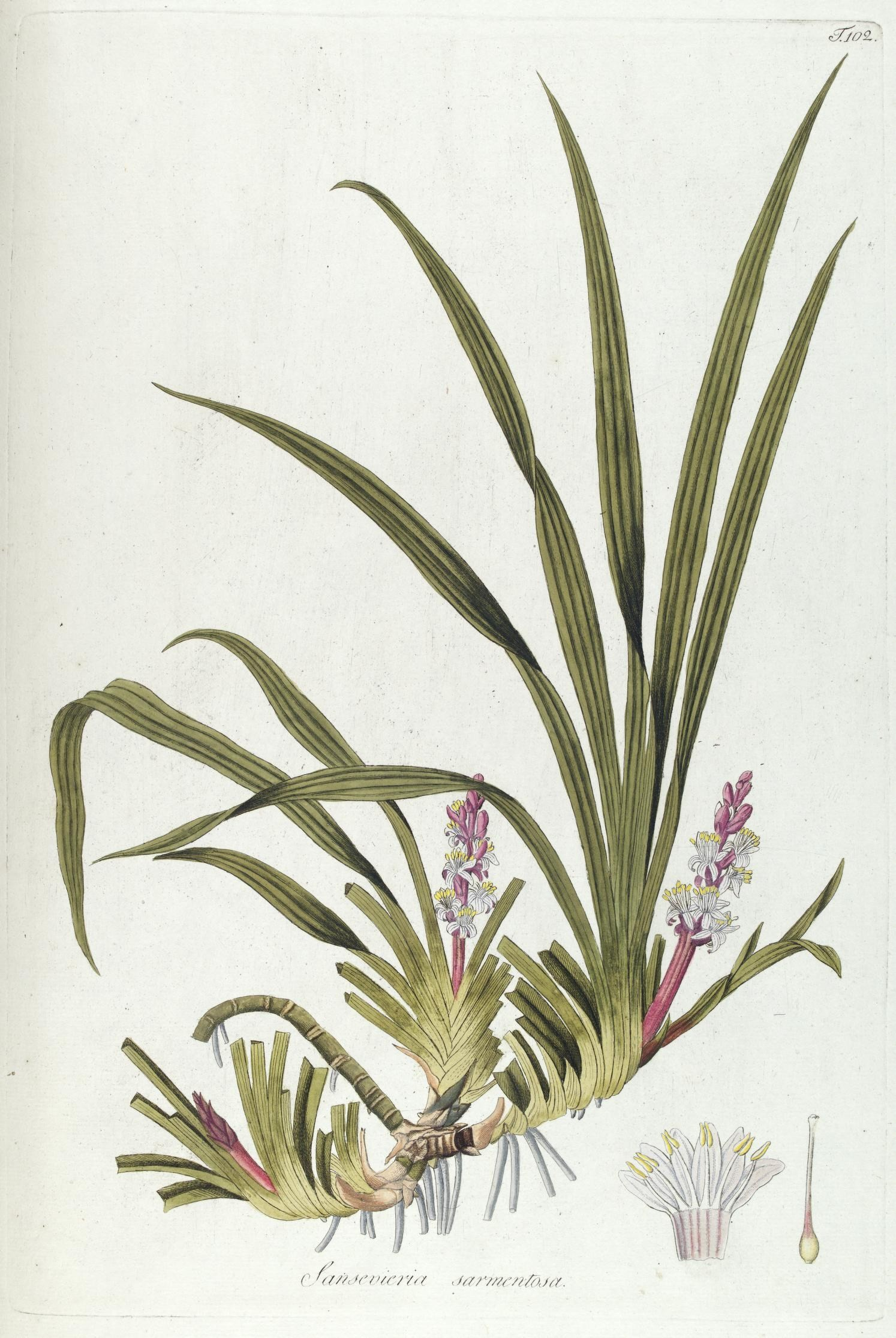
Reineckea carnea

PokrójWieloletnie, wiecznie zielone rośliny zielne.
PędyPłożące się po ziemi, cienkie (o średnicy 2–4 mm) kłącze, przypominające rozłogi.
LiścieLiście odziomkowe, wyrastające po 3–8 w kępkach z wierzchołka kłącza, siedzące. Ulistnienie dwurzędowe. Blaszki liściowe równowąskie do wąsko lancetowatych, o długości 10–40 cm i szerokości 0,5–3,5 mm (R. carnea) lub 5–10 mm (R. flava), nagie, zaostrzone.
KwiatyObupłciowe (choć niekiedy dystalnie kwiaty pozbawione są słupkowia), siedzące, wonne, zebrane w kłos o długości 2–6,5 cm, wyrastający z kąta liścia na nagim głąbiku o długości 5–15 cm. Wsparte błoniastymi, brązowawymi lub fioletowymi, jajowato-trójkątnymi przysadkami. Listki okwiatu zrosłe proksymalnie w rurkę o długości 4–6 mm, powyżej wolne, odgięte, podługowate, o długości 5–7 mm, różowe. Sześć pręcików osadzonych u gardzieli rurki okwiatu. Nitki nitkowate, proksymalnie przyrośnięte do okwiatu. Pylniki dołączone grzbietowo, niemal podługowate, wcięte na obu końcach. Zalążnia górna, wąsko jajowata, trójkomorowa, z dwoma zalążkami w każdej komorze. Szyjka słupka kolumnowata, smukła, długości 7–10 mm, zwieńczona znamieniem główkowatym do trójklapowanego.
OwoceKulistawe jagody o średnicy 6–10 mm, czerwone (u R. carnea) lub żółtopomarańczowe (u R. flava).

## Biologia i ekologia

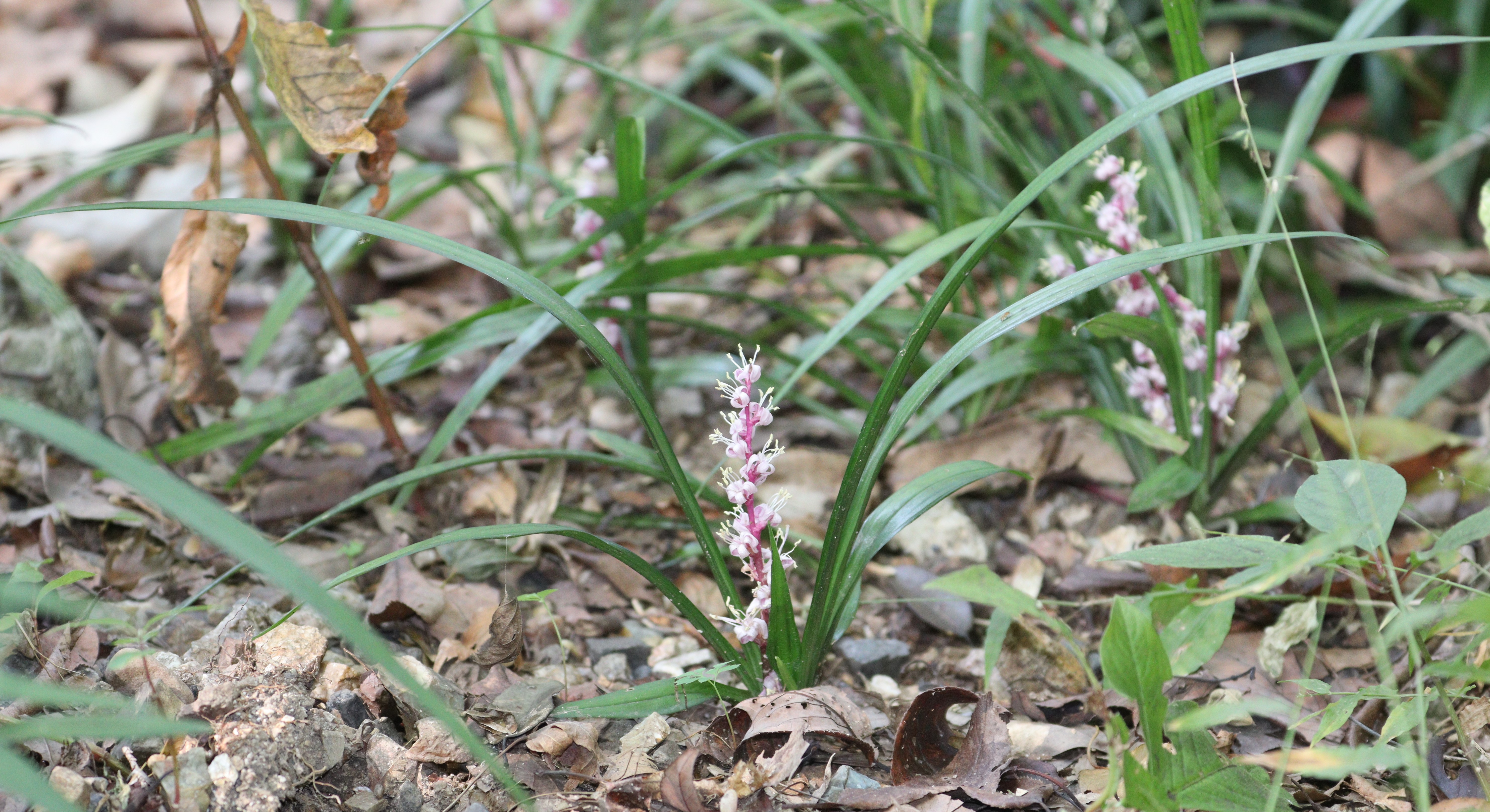
Pokrój Reineckea carnea

RozwójKwitną i owocują od lipca do listopada.
SiedliskoZasiedla gęste lasy, zacienione i wilgotne zbocza, wzdłuż dolin, na wysokości od 100 do 3200 m n.p.m.
Cechy fitochemiczneWe wszystkich organach roślin z gatunku Reineckea carnea obecne są saponiny sterydowe.
Interakcje międzygatunkoweRośliny są atakowane przez grzyby z gatunku Colletotrichum dematium, wywołujące antraknozę.
GenetykaLiczba chromosomów 2n u gatunku R. carnea wynosi 38, 42, przy czym podstawowa liczba chromosomów x wynosi 19.

## Systematyka
Pozycja systematycznaRodzaj z plemienia Convallarieae  w podrodzinie Nolinoideae rodziny szparagowatych (Asparagaceae).
Wykaz gatunków
- Reineckea carnea (Andrews) Kunth – reineckia różowa
- Reineckea flava J.Z.Dong

## Znaczenie użytkowe

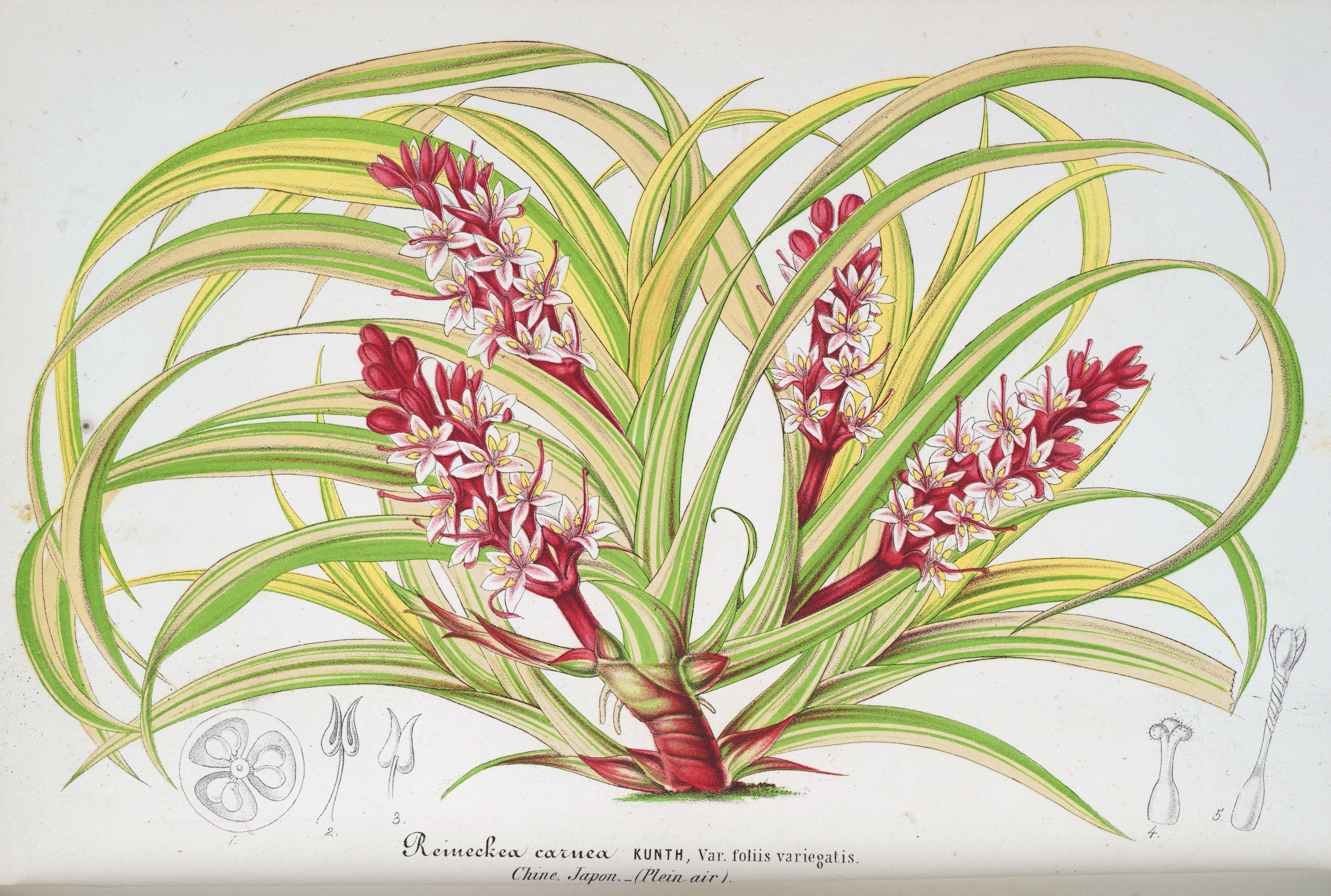
Reineckea carnea 'Variegata'

Rośliny ozdobneReineckia różowa jest uprawiana jako roślina ozdobna do tworzenia wiecznie zielonych okryw w miejscach zacienionych. Wymaga gleby kwaśnej do neutralnej, rozmnaża się przez podział kłączy lub z nasion. W uprawie znajduje się również kultywar tego gatunku o kremowo prążkowanych liściach 'Variegata'. Zakwita przy wystarczająco wysokich temperaturach. W Polsce może nie być całkowicie mrozoodporna (strefy mrozoodporności: 7–10).
Rośliny leczniczeCałe rośliny reineckii różowej stosowane są w tradycyjnej medycynie chińskiej jako środek przeciwkaszlowy i hemostatyczny oraz do usuwania toksyn.
Badania saponin obecnych w organach podziemnych tej rośliny wykazały, że niektóre z nich mają działanie hamujące fosfodiesterazę cAMP, w tym jedna na poziomie aktywności biologicznej porównywalnym do papaweryny. Ekstrakty z tej rośliny badano również pod kątem ich działania antyoksydacyjnego, wykazując ich możliwe zastosowanie na choroby neurodegeneracyjne.